# Ferdinando Bocconi
Ferdinando Bocconi (Milano, 11 novembre 1836 – Milano, 5 febbraio 1908) è stato un imprenditore e politico italiano.
Nel 1902 fondò l'Università commerciale Luigi Bocconi, in memoria del figlio.

## Biografia
Nato a Milano da Roberto e da Carolina Bolletti, dopo aver frequentato i primi tre anni della scuola elementare a Lodi, dove risiedeva la sua famiglia, iniziò a lavorare come venditore ambulante di stoffe e mercerie. Fin da ragazzo aveva mostrato una particolare abilità nel commercio; convinse perciò nel 1850 il padre e il fratello Luigi a trasferirsi a Milano, dove iniziò anche la vendita di abiti confezionati.
Richiamato alle armi nel 1861, fece parte dei corpi dell'esercito italiano inviati nel Meridione per la repressione del brigantaggio. Nel 1865, a Milano, sposò Claudia Griffini, detta Claudina. In quello stesso anno abbandonò il commercio ambulante e aprì col fratello Luigi una bottega in via S. Redegonda; cinque anni dopo, essendo questa ormai troppo piccola, aprì una nuova sede col nome di "Magazzino livornese", presso Porta Nuova. Nacquero tre figli: Luigi (1869), Ettore (1871) e Ferdinando junior (1873).
Nel 1877 acquistò un albergo, l'Hotel Confortable, nel centro della città, trasformandolo in un grande magazzino per la vendita di ogni genere di stoffe e altri materiali di abbigliamento e arredo, come ne esistevano a Londra e a Parigi, e lo chiamò "Aux villes d'Italie": deposito, confezioni e vendita di abiti e articoli diversi. Il nome fu poi cambiato nel gennaio 1880 in quello di "Alle città d'Italia", in seguito a una polemica sulla stampa milanese per l'uso di denominazioni straniere.

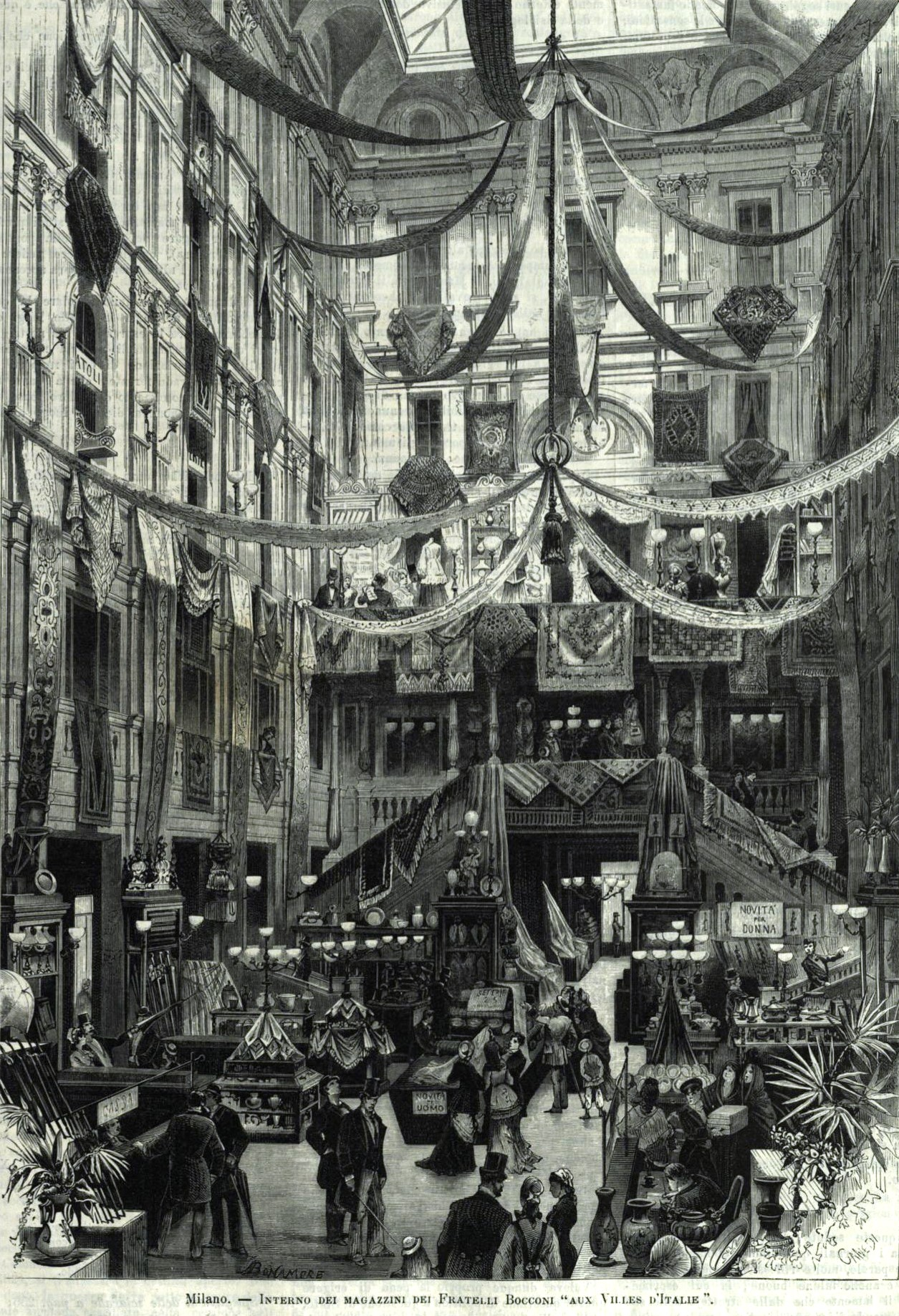
Milano. Interno dei magazzini dei fratelli Bocconi “Aux villes d’Italie”

La Casa Bocconi occupava allora, nella sede centrale, circa trecento impiegati ripartiti in trentuno sezioni, quante erano le categorie di merci vendute, e dava, con lo stabilimento di produzione, lavoro a circa duemila persone in Milano, oltre a quelle delle succursali nelle città di Torino, Genova, Trieste e Roma.
Continuando la crescita del volume degli affari, Bocconi aprì, nel 1889, una nuova sede, costruita appositamente, in piazza Duomo. La sede aveva un'esposizione interna di merci per circa 2.300 metri quadrati e occupava 1.432 persone: i reparti più importanti fin da allora furono le vendite di stoffe, abiti confezionati, biancheria, merceria, giocattoli, arredamento e mobili, profumeria. L'anno dopo, per meglio indirizzare e programmare il proprio commercio, Bocconi fece svolgere una indagine sul mercato dei tessuti in Italia.
L'espansione economica e commerciale della ditta pose in una posizione politicamente rilevante i due fratelli, soprattutto negli anni tra il 1894 e il 1896, anni in cui il governo Crispi cercò di guadagnare alla sua elementi moderati e di destra della Milano industriale.
Il rapido accrescimento dell'attività dei fratelli Bocconi significò la rovina di molti commercianti al minuto, specialmente di tessuti e confezioni; il risentimento che ne derivò fu certamente alla base delle accuse che contro il Bocconi e la sua casa indirizzò Paolo Valera sul settimanale La Folla. Erano soprattutto accuse di eccessiva severità disciplinare verso i dipendenti, accuse non prive, forse, di fondamento se già in precedenza l'Associazione degli impiegati milanesi aveva proclamato il boicottaggio contro la casa Bocconi, che aveva licenziato alcuni impiegati rei di essersi organizzati sindacalmente.
Il volume dell'attività e l'organizzazione commerciale della ditta, unica di quel tipo in Italia, che intorno al 1900 sperimentava per prima la vendita a prezzi fissi di abiti confezionati, sollevavano particolari problemi di tecnica aziendale e dirigenziale; perciò il Bocconi fece studiare i figli in Svizzera e li fece viaggiare all'estero, in Europa e in America, associandoli poi assai presto al suo lavoro.
Nel 1896 il primogenito Luigi partito per l'Africa come inviato de "La Riforma", rimase disperso nella battaglia di Abba Garima; aveva ottenuto il visto per recarsi nelle zone della guerra italo-etiopica quasi all'insaputa dei genitori, grazie alle conoscenze che i Bocconi avevano tra i membri del governo Crispi. Per ricordare il nome del figlio, Ferdinando Bocconi fondò l'Università commerciale Luigi Bocconi, inaugurata il 10 novembre 1902, con un corso di laurea in economia e commercio e uno in lingue. Fu nominato cavaliere del lavoro nel 1902 e nel 1906 senatore del Regno. 
Morì a Milano il 5 febbraio 1908 e la sua imponente edicola familiare si trova nel Cimitero Monumentale di Milano.

## Genealogia della famiglia Bocconi
Ferdinando Bocconi di Roberto e di Carolina Bolletti, nato a Milano il 11 novembre 1836, morto a Milano il 5 febbraio 1908, battezzato nella parrocchia L. 4 (S. Alessandro). Moglie: Claudia Griffini di Giovanni e di Elena Mazzoni 
Figli
- Luigi Cesare Roberto, nato a Milano l'8 novembre 1869, morto ad Abba Garima il 1º marzo 1896;
- Ettore Ferdinando Achille, nato a Milano il 3 marzo 1871, morto a Milano il 17 marzo 1932;
- Ferdinando (junior), nato a Milano il 25 febbraio 1873, morto a Milano il 26 dicembre 1913.

Genitori
- Roberto Bocconi, di Giuseppe e di Maria Motta, nato a Lodi il 27 settembre 1804 (battezzato il 28 settembre 1804), di professione mercante ambulante (nds: la fortuna dei Bocconi fu infatti creata solo successivamente dai Fratelli Ferdinando e Luigi Bocconi, appunto figli di Roberto)
- Carolina Bolletti di Giuseppe e di Giovanna Azzeni, nata ad Intra nel 1804

Fratelli
- Giuseppe Pietro Emilio, nato il 16 agosto 1835, morto il 19 agosto 1867;
- Francesco Carlo Ferdinando nato il 11 novembre 1836 (nds: successivamente conosciuto semplicemente come Ferdinando Bocconi);
- Giovanna Emilia Matilde, nata il 6 aprile 1838, morta alla Stradella il 31 dicembre 1853;
- Luigi Stefano Fermo, nato l'8 dicembre 1839, morto a Monticello il 7 marzo 1900 (nds: affiancò il fratello Ferdinando nella creazione e gestione dei magazzini Fratelli Bocconi)
- Maria Luigia Rachele, nata il 29 maggio 1843, morta il 25 marzo 1851.

### Tavola genealogica di sintesi
|                      |                      |                                                                |                                                                |                                               |                        |                   |                   |                   |                   |
|                      |                      |                                                                |                                                                | Giuseppe *? †? ⚭ Maria Motta *? †?            |                        |                   |                   |                   |                   |
|                      |                      |                                                                |                                                                |                                               |                        |                   |                   |                   |                   |
|                      |                      |                                                                |                                                                |                                               |                        |                   |                   |                   |                   |
|                      |                      |                                                                |                                                                | Roberto *1804 †? ⚭ Carolina Bolletti *1804 †? |                        |                   |                   |                   |                   |
|                      |                      |                                                                |                                                                |                                               |                        |                   |                   |                   |                   |
|                      |                      |                                                                |                                                                |                                               |                        |                   |                   |                   |                   |
| Giuseppe *1835 †1867 | Giuseppe *1835 †1867 | Ferdinando *1836 †1908 ⚭ Claudia Griffini *? †?                | Ferdinando *1836 †1908 ⚭ Claudia Griffini *? †?                | Giovanna *1838 †1853                          | Giovanna *1838 †1853   | Luigi *1839 †1900 | Luigi *1839 †1900 | Maria *1843 †1851 | Maria *1843 †1851 |
|                      |                      |                                                                |                                                                |                                               |                        |                   |                   |                   |                   |
|                      |                      |                                                                |                                                                |                                               |                        |                   |                   |                   |                   |
| Luigi *1869 †1896    | Luigi *1869 †1896    | Ettore *1871 †1932 ⚭ Javotte Manca di Villahermosa *1879 †1965 | Ettore *1871 †1932 ⚭ Javotte Manca di Villahermosa *1879 †1965 | Ferdinando *1873 †1913                        | Ferdinando *1873 †1913 |                   |                   |                   |                   |